# 拉蒙利斯塔縣

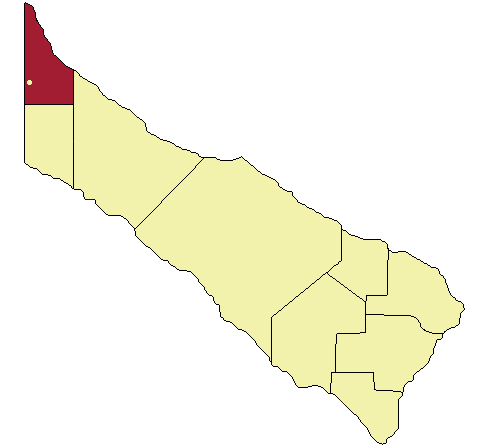

23°11′24″S 62°2′37″W / 23.19000°S 62.04361°W
拉蒙利斯塔縣（西班牙語：Departamento Ramón Lista），是阿根廷的縣份，位於該國東北部福爾摩沙省，首府設於莫斯科尼將軍鎮，北面是巴拉圭，2010年人口13,754，人口密度每平方公里3.62人。